# خط بنفش (خط آتش‌بس)

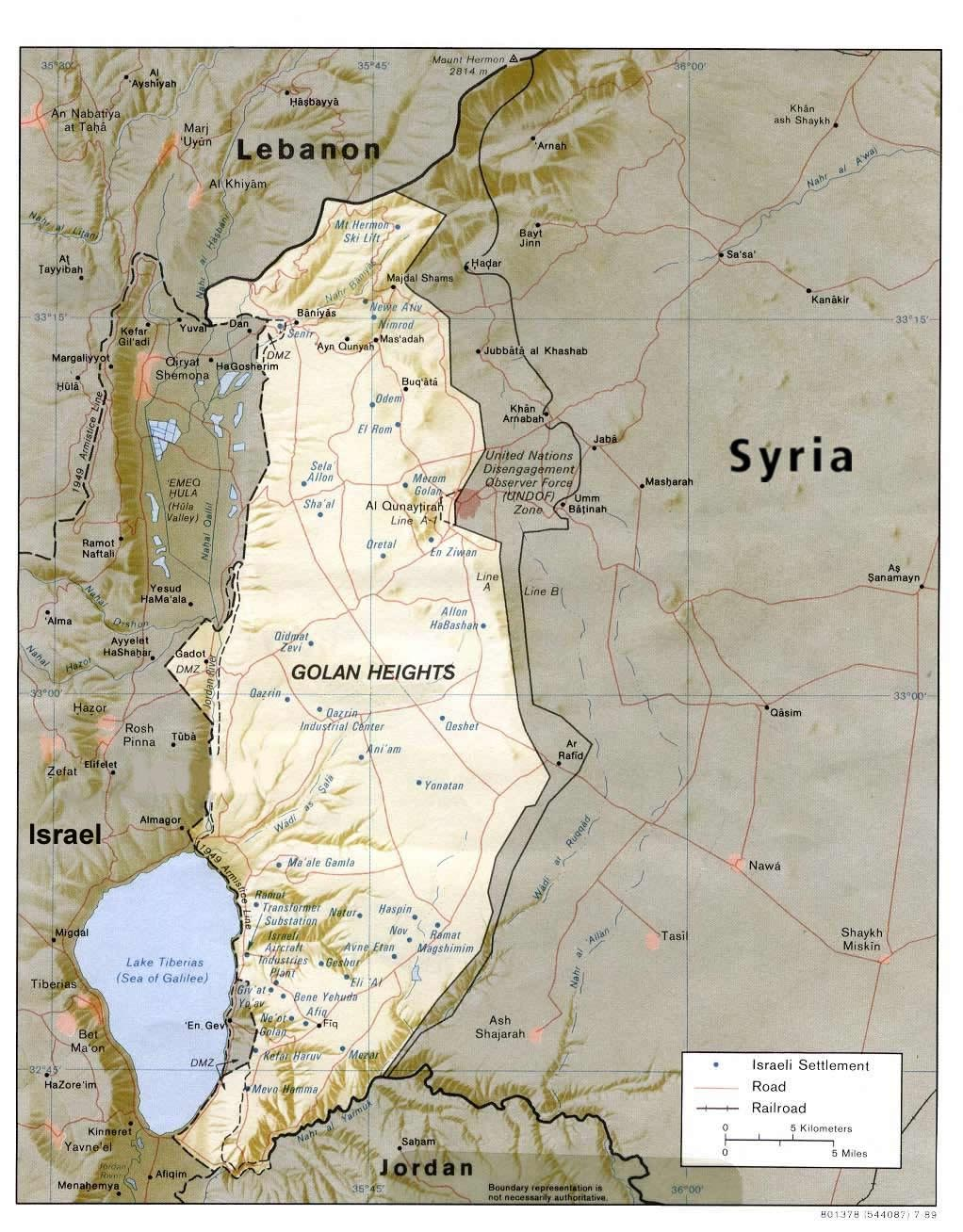
منطقه نیروهای پاسدار صلح سازمان ملل متحد (خط بنفش) در بلندی‌های جولان، به عنوان مرز دفاکتو بین اسرائیل و سوریه عمل می‌کرد.

خط بنفش، خط آتش‌بس بین اسرائیل و سوریه پس از جنگ شش‌روزه ۱۹۶۷ بود که به عنوان مرز دفاکتو بین دو کشور عمل می‌کرد. در سال ۲۰۲۴، پس از سقوط سوریه بعثی، اسرائیل، خط بنفش را در جریان حمله خود به سوریه، شکست.

## تاریخچه
سوریه در سال ۱۹۴۶، از فرانسه، استقلال یافت و در ۱۴ مه ۱۹۴۸ با اعلام استقلال اسرائیل، بریتانیا از فلسطین خارج شد. سوریه، در جنگ ۱۹۴۸ اعراب و اسرائیل، شرکت کردند. در سال ۱۹۴۹، قراردادهای آتش‌بس امضا شد و مرز موقت بین سوریه و اسرائیل مشخص شد (بر اساس مرز بین‌المللی ۱۹۲۳؛ کنفرانس سانرمو را ببینید). نیروهای سوریه و اسرائیل در بهار ۱۹۵۱، بارها با هم درگیر شدند. خصومت‌ها که ناشی از مخالفت سوریه با پروژه زه‌کشی اسرائیل در منطقه غیرنظامی شده بود، پس از وساطت شورای امنیت سازمان ملل متحد، در ۱۵ مه، متوقف شد.

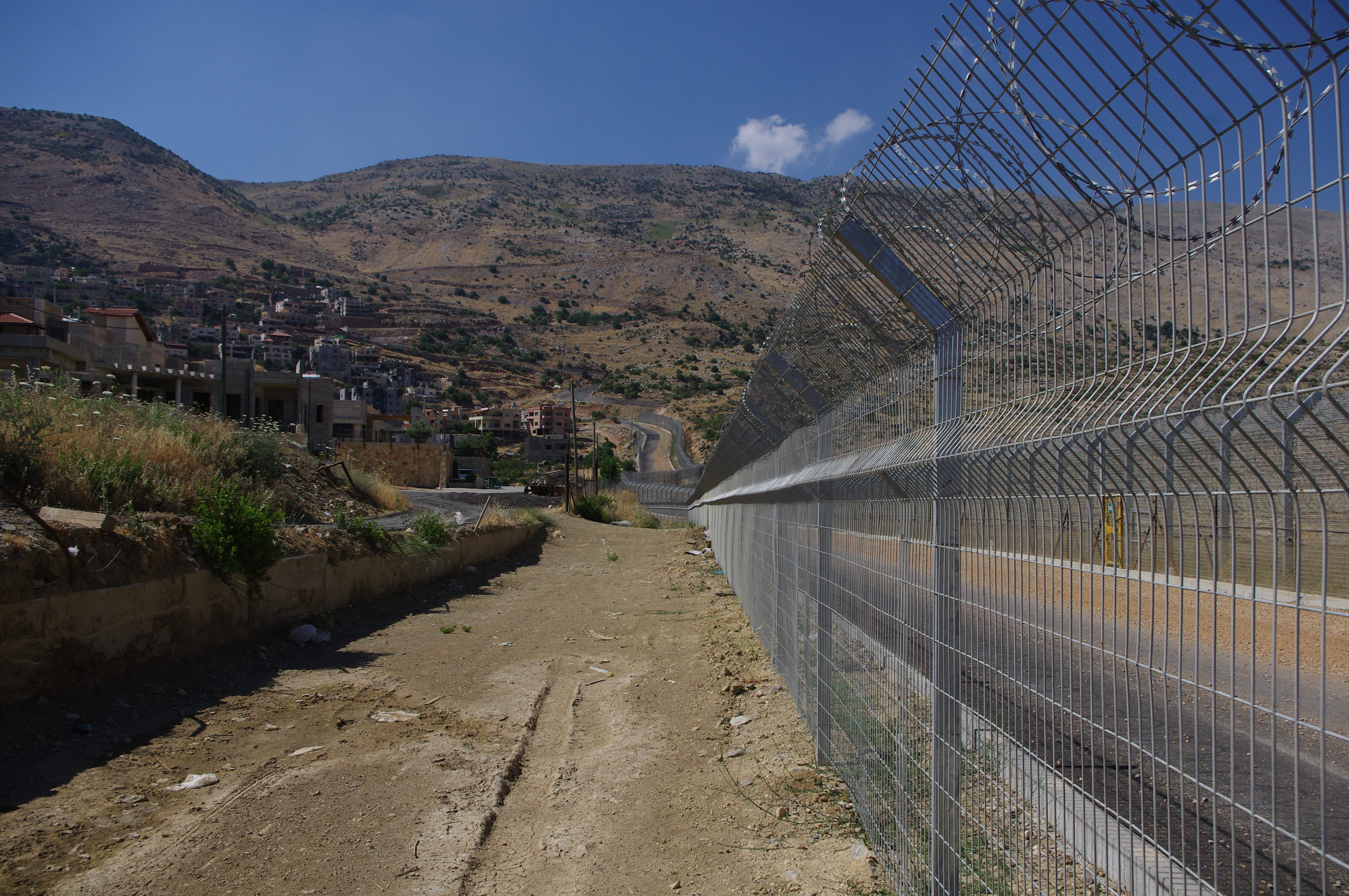
نمایی از خط بنفش در مجدل شمس، بلندی‌های جولان

در ژوئن ۱۹۶۷، پس از نبرد اسرائیل با سوریه، اردن و مصر در جنگ شش‌روزه، اسرائیل، تمام طول بلندی‌های جولان از جمله شهر اصلی آن، قنیطره را تصرف کرد. خط آتش‌بس حاصل (که در نقشه‌های سازمان ملل «خط بنفش» نامیده می‌شود) تحت نظارت مجموعه‌ای از مواضع و پست‌های دیده‌بانی ناظران سازمان نظارت بر آتش‌بس سازمان ملل قرار گرفت و به مرز مؤثر جدید بین اسرائیل و سوریه تبدیل شد.
در یک حمله غافلگیرانه متشکل از یک ضربه زرهی عظیم، سوری‌ها در طول جنگ یوم کیپور ۱۹۷۳، از خط بنفش به سمت بلندی‌های جولان، عبور کردند. پس از چند روز نبرد بسیار سنگین در جولان، آنها به عمق سوریه، عقب رانده شدند و اسرائیل تا زمان رسیدن به آتش‌بس، قلمروهای بیشتری را در داخل سوریه فراتر از خط بنفش، تصرف کرد. در مذاکرات خلع سلاح پس از جنگ، اسرائیل و سوریه در ۳۱ مه ۱۹۷۴ توافق کردند که نیروهای مربوطه خود را در بلندی‌های جولان تا خط بنفش، عقب بکشند. در همان روز، منطقه حائل سازمان ملل متحد ایجاد شد و پس از تصویب قطعنامه ۳۵۰ شورای امنیت سازمان ملل، منطقه نیروهای پاسدار صلح سازمان ملل متحد (UNDOF) ایجاد شد.